# Callicosta rugifolia
Callicosta rugifolia là một loài rêu trong họ Daltoniaceae. Loài này được Müll. Hal. Crosby mô tả khoa học đầu tiên năm 1978.